# Le Triomphe de l'amour (film, 2001)
Pour l’article homonyme, voir Le Triomphe de l'amour (homonymie).
Pour plus de détails, voir Fiche technique et Distribution.
Le Triomphe de l'amour est un film du genre comédie romantique réalisé par Clare Peploe et sorti en 2001, basé sur la pièce de Marivaux Le Triomphe de l'amour.

## Synopsis
Dans un pays non identifié d'Europe au XVIIIe siècle, la fille d'un usurpateur a hérité du trône.  Elle apprend que la reine a donné naissance à un prince, héritier légitime, qui a été envoyé secrètement vivre avec le grand philosophe Hermocrate.

## Fiche technique
- Titre anglais : The Triumph of Love
- Titre italien :  	Il trionfo dell'amore
- Réalisation : Clare Peploe
- Scénario : Clare Peploe, Bernardo Bertolucci et Marilyn Goldin d'après Marivaux
- Producteur : Bernardo Bertolucci
- Musique : Jason Osborn
- Image : Fabio Cianchetti
- Montage : Jacopo Quadri
- Durée : 112 minutes
- Distribution : Paramount Pictures
- Dates de sortie : 
  - 6 septembre 2001 : Festival de Venise
  - 10 mai 2002 (États-Unis)
  - 10 septembre 2003 (France)

## Distribution
- Mira Sorvino : la princesse
- Rachael Stirling : Corine
- Ben Kingsley : Hermocrates
- Jay Rodan : Agis
- Ignazio Oliva : Harlequin
- Luis Molteni : Dimas
- Fiona Shaw : Leontine
- Carlo Antonioni
- Carlo Marcoccia

## Nominations et récompenses
- En sélection officielle en compétition à la Mostra de Venise 2001
- Nommé au Golden Globe italien du meilleur film européen